# Сіім Луц
Сіім Луц (ест. Siim Luts, нар. 12 березня 1989) — естонський футболіст, півзахисник, нападник клубу «Флора» та національної збірної Естонії.

## Клубна кар'єра
У дорослому футболі дебютував 2006 року виступами за команду клубу «Флора», в якій провів три сезони, взявши участь у 12 матчах чемпіонату.
Протягом 2009 року на умовах оренди захищав кольори команди клубу «Вільянді».
До складу клубу «Флора» повернувся 2010 року. Відтоді встиг відіграти за талліннський клуб 58 матчів в національному чемпіонаті.

## Виступи за збірну
У 2010 році дебютував в офіційних матчах у складі національної збірної Естонії. Наразі провів у формі головної команди країни 6 матчів.

## Досягнення
- Чемпіон Естонії (2):

«Флора»: 2010, 2011
- Кубок Естонії (3):

«Флора»: 2008-09, 2010-11
«Пайде»: 2021-22
- Володар Суперкубка Естонії (5):

«Флора»: 2009, 2011, 2012
«Левадія»: 2015
«Пайде»: 2023